# Acanthorrhynchium subintegrum
Acanthorrhynchium subintegrum là một loài Rêu trong họ Sematophyllaceae. Loài này được (Broth. & Dixon) Broth. mô tả khoa học đầu tiên năm 1925.